# Haworthia amethysta
Haworthia amethysta är en grästrädsväxtart som beskrevs av M. Hayashi. Haworthia amethysta ingår i släktet Haworthia och familjen grästrädsväxter. Inga underarter finns listade i Catalogue of Life.